# كلايمكس لورنس
كلايمكس لورنس (16 يناير 1979 بمارغاو في الهند - ) هو لاعب كرة قدم هندي في مركز الوسط. شارك مع منتخب الهند لكرة القدم. أما مع النوادي، فقد لعب مع نادي إيست بنغال ونادي ديمبو ونادي سالغاوكار ونادي مومباي لكرة القدم وأتلتيكو كلكتا وLaxmi Prasad SC ‏.

## وصلات خارجية
- كلايمكس لورنس على موقع الاتحاد الدولي (مؤرشف)  (الإنجليزية)
- كلايمكس لورنس على موقع قاعدة بيانات كرة القدم.إي يو (الإنجليزية)
- كلايمكس لورنس على موقع ناشيونال فوتبول تيمز (الإنجليزية)
- كلايمكس لورنس على موقع Soccerway.com (الإنجليزية)